# Sheraton Bucharest Hotel

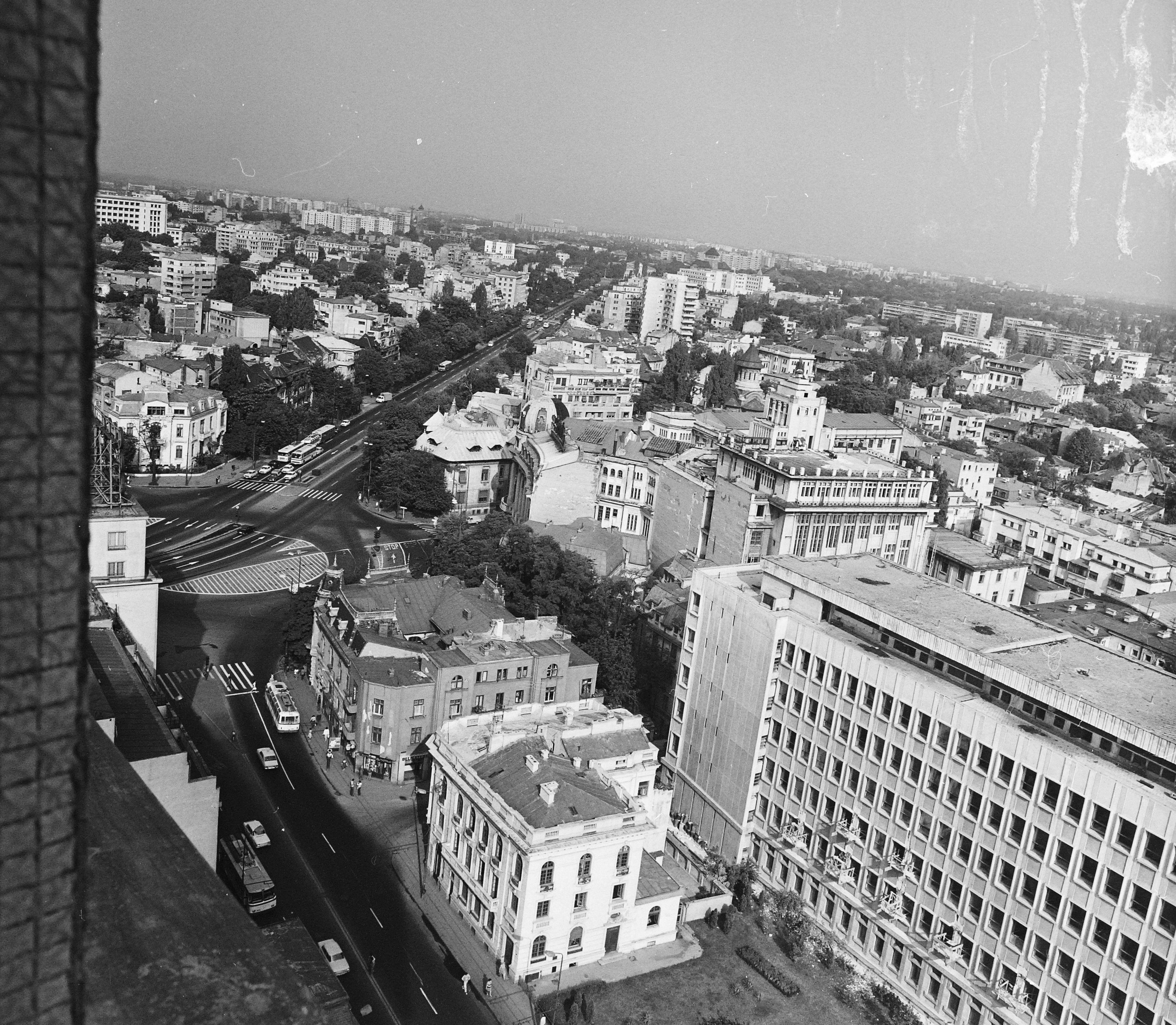
Piața Romană văzut dinspre Hotelul Dorobanți

Sheraton Bucharest Hotel, cunoscut anterior ca Howard Johnson Grand Plaza, este un hotel de 5 stele din București, amplasat în centrul orașului, pe Calea Dorobanților în sectorul 1. 

## Istoric
Howard Johnson Grand Plaza a fost deschis în 2004, în locul fostului Hotel Dorobanți, inaugurat în 1974, în urma unei investiții de circa 30 milioane euro, derulată pe o perioadă de patru ani.
Anul 2005 este primul an complet de funcționare a hotelului.
Hotelul a fost deținut de SC Grand Plaza Hotel SA, înființată în 2004 și controlată de omul de afaceri Gabriel Popoviciu. 
Hotelul dispunea de 285 de camere repartizate pe 18 etaje, fiind un punct de reper atât în arhitectura bucureșteană cât și în peisajul hotelier.
La acestea se adaugă un centru de conferințe cu peste 800 de locuri, două restaurante și baruri, un centru de sănătate și parcare subterană.
Clădirea măsoară 70 de metri în înălțime, fiind una dintre cele mai înalte structuri din București. Parcarea hotelului poate adăposti 200 de vehicule. 
Howard Johnson Grand Plaza a făcut parte din grupul Wyndham Hotel Group, cel mai mare francizor de unități de cazare din lume, cumulând aproape 7.000 de hoteluri în 66 de țări, pe 6 continente.
Pe lângă Howard Johnson, Wyndham Hotel Group reunește branduri cum ar fi Ramada, Days Inn, Knights Inn, Wingate Inn, Travelodge, Baymont, Hawthorn, Super 8 Motel, și altele.
Marca Howard Johnson Grand Plaza Hotel, utilizată de hotelul din București în baza unui contract de franciză, reprezenta cea mai înaltă clasificare dintre cele cinci diviziuni ale lanțului internațional, celelalte patru fiind Howard Johnson Plaza Hotel, Howard Johnson Hotel, Howard Johnson Inn și Howard Johnson Expresss Inn.
Sheraton Bucharest Hotel, primul hotel sub marca Sheraton din România, a fost inaugurat pe 25 august 2015, în urma unei investiții de 6 milioane de euro începută în toamna anului 2014, când grupul hotelier american Starwood, deținut de Marriott International, a semnat un contract de franciză cu Grand Plaza Hotel SA.. 

## Rezultate financiare
Cifra de afaceri:
- 2010: 8 milioane euro[6]
- 2006: 13 milioane euro[2]
- 2005: 12,5 milioane euro[2]

Venit net:
- 2006: 1,3 milioane euro[2]
- 2005: 1 milion euro[2]